# Andreas Bauer (misionář)
Svatý Andreas Bauer OFM (26. listopadu 1866 Guebwiller – 9. července 1900 Tcha-e-jün-fu) byl františkánský mnich a misionář.
Františkánský laický bratr působil jako misionář hlavně na severu Šan-si, ale také v jiných oblastech Číny a Ruska. 9. července 1900 došlo k Boxerskému povstání, při kterém byl spolu s dalšími křesťany v Tcha-e-jün-fu zabit.
24. listopadu 1946 byl Andreas Bauer blahořečen. Papež sv. Jan Pavel II. jej prohlásil na Svatopetrském náměstí 1. října 2000 za svatého ve skupině dalších 120 čínských mučedníků. Jeho svátek se slaví 9. června a 9. července.